# Stocktjärnen (Fryksände socken, Värmland)
Stocktjärnen är en sjö i Torsby kommun i Värmland och ingår i Göta älvs huvudavrinningsområde.